# زاك ماكليستر
زاك ماكليستر (بالإنجليزية: Zach McAllister)‏ هو لاعب كرة قاعدة أمريكي، ولد في 8 ديسمبر 1987 في شيليكوث في الولايات المتحدة.

## وصلات خارجية
- زاك ماكليستر على موقع دوري كرة القاعدة الرئيسي (الإنجليزية)
- زاك ماكليستر على موقعبيزبول رفرنس.كوم (الدوري الرئيسي) (الإنجليزية)
- زاك ماكليستر على موقعبيزبول رفرنس.كوم (الدوري الثانوي) (الإنجليزية)
- زاك ماكليستر على موقع إي إس بي إن.كوم (أم.أل.بي) (الإنجليزية)
- زاك ماكليستر على موقع مشجعي الرسوم البيانية (الإنجليزية)